# Station Culemborg
Station Culemborg is een spoorwegstation aan de spoorlijn Utrecht - Boxtel (staatslijn H). Het station ligt in het zuiden van de Gelderse stad Culemborg, aan de rand van industrieterrein Pavijen. Het werd geopend op 1 november 1868.
De sporen en perrons van station Culemborg bevinden zich op een talud. Dit heeft te maken met de Culemborgse spoorbrug over de Lek. Deze brug is vrij hoog aangelegd zodat er geen beweegbaar deel nodig was om het scheepvaartverkeer door te laten. Zonder talud zou de helling van de spoorbrug te steil zijn.
Het oorspronkelijke stationsgebouw van het type SS vervanger 5e klasse werd in 1974 gesloopt. Het huidige stationsgebouw werd ontworpen door Cees Douma en bestaat uit twee verdiepingen - één op straat- en één op perronniveau. Beneden is een Stations Huiskamer (Voorheen Wizzl / Kiosk en daarvoor een stationshal met loketten), boven in de voormalige stationsrestauratie was van 2005 tot 2014 een kunstgalerie gevestigd. In 2014 is de streekomroep SRC (Stads Radio Culemborg) hier ingetrokken. Op het stationsplein bevindt zich een busstation, dat in 2015 gerenoveerd is. De grote kastanjeboom op het stationsplein is afkomstig van het voormalige emplacement waarvan het talud is afgegraven voor de huidige oostelijke parkeerplaats. Aan de westzijde is ook een parkeerplaats dat zich op spoorniveau op het voormalige emplacement bevindt.
Vanaf station Culemborg vertrekken de volgende treinseries:
| Serie | Treinsoort    | Route | Bijzonderheden                                                                                           |
| ----- | ------------- | --- | --- |
| 6000  | Sprinter (NS) | Den Haag Centraal – Gouda – Utrecht Centraal – Culemborg – Geldermalsen – 's-Hertogenbosch                   | Rijdt alleen na 18:00 uur en van vrijdag t/m zondag.                                                     |
| 6700  | Sprinter (NS) | Leiden Centraal – Alphen a/d Rijn – Woerden – Utrecht Centraal – Culemborg – Geldermalsen – Tiel             | Rijdt alleen na 18:00 uur en van vrijdag t/m zondag. Rijdt non-stop tussen Woerden en Utrecht Centraal.  |
| 16700 | Sprinter (NS) | Utrecht Centraal – Culemborg – Geldermalsen – Tiel                                                           | Rijdt enkel eenmaal halverwege de dinsdag- en zondagavond en alleen richting Tiel.                       |
| 6900  | Sprinter (NS) | Den Haag Centraal – Gouda – Utrecht Centraal – Culemborg – Geldermalsen – Tiel                               | Rijdt alleen van maandag t/m donderdag tot 18:00 uur.                                                    |
| 8800  | Sprinter (NS) | Leiden Centraal – Alphen a/d Rijn – Woerden – Utrecht Centraal – Culemborg – Geldermalsen – 's-Hertogenbosch | Rijdt alleen van maandag t/m donderdag tot 18:00 uur. Rijdt non-stop tussen Woerden en Utrecht Centraal. |

## Overig openbaar vervoer
Het station in Culemborg wordt bediend door diverse buslijnen van Arriva. De volgende buslijnen doen het station aan:
- 46: Tiel - Kerk-Avezaath - Buren - Asch - Zoelmond - Beusichem - Culemborg
- 146: Culemborg - Everdingen - Hagestein - Vianen
- 641: Lienden ← Ommeren ← Ingen ← Eck en Wiel - Maurik - Rijswijk - Ravenswaaij - Zoelmond - Beusichem - Culemborg (schoolbus)
- 650: Leerdam - Rhenoy - Rumpt - Beesd - Culemborg (schoolbus)

## Herinrichting Spoorzone
in 2010 heeft de gemeente Culemborg in samenwerking met ProRail en de Nederlandse Spoorwegen besloten om het stationsgebied op te knappen. in 2011/2012 heeft ProRail 2 liften gebouwd in de tunnel en 2 hellingbanen om het station en de perrons weer toegankelijk te maken voor invaliden. Tegelijkertijd zijn ook de perrons verhoogd om een gelijke instap met de sprinters te realiseren.
Enkele weken later zijn ook de poortjes in gebruik genomen. Deze zijn op 9 november 2014 compleet in gebruik genomen en iedereen moet nu dus inchecken met zijn of haar OV-Chipkaart.
Aan de kant van spoor 2 heeft ProRail de fietsenstalling vergroot met dubbellaags stallingen. Inmiddels is deze ook te klein geworden en zal deze worden vergroot. Op 3 november 2014 is de gemeente Culemborg ook begonnen met het opknappen van de P&R bij het station. in de nieuwe situatie vormen deze 2 P&R plaatsen één grote P&R aan de westzijde van het station.

## Ontwikkeling aantal reizigers
Het aantal door NS vervoerde reizigers (per gemiddelde werkdag) ontwikkelde zich sedert 2019 als volgt:
| Jaar | Aantal reizigers |
| ---- | ---------------- |
| 2019 | 9.711            |
| 2020 | 4.864            |
| 2021 | 5.116            |
| 2022 | 6.800            |
| 2023 | 7.872            |
| 2024 | 7.842            |

## Afbeeldingen

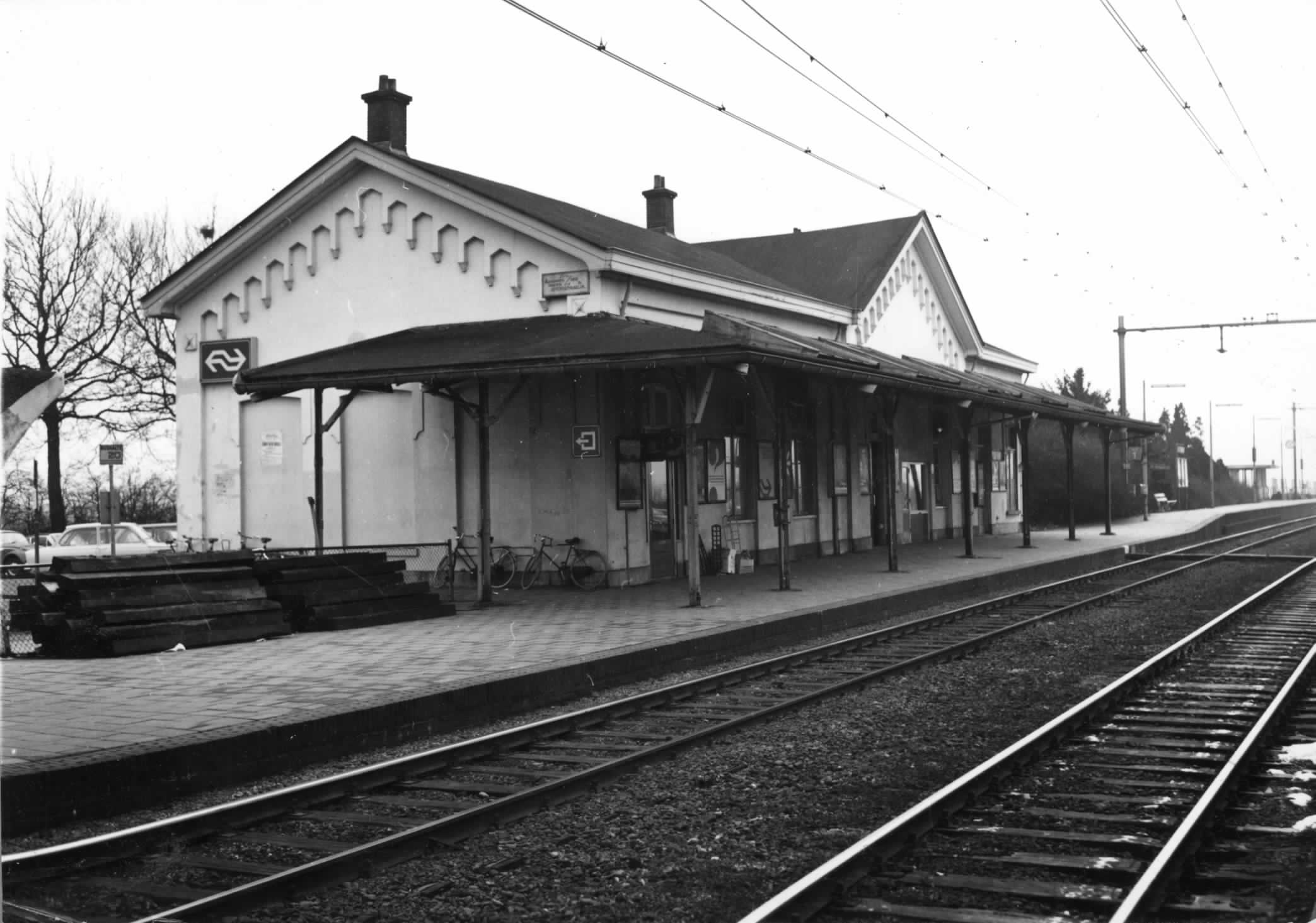
Het oude stationsgebouw in 1972
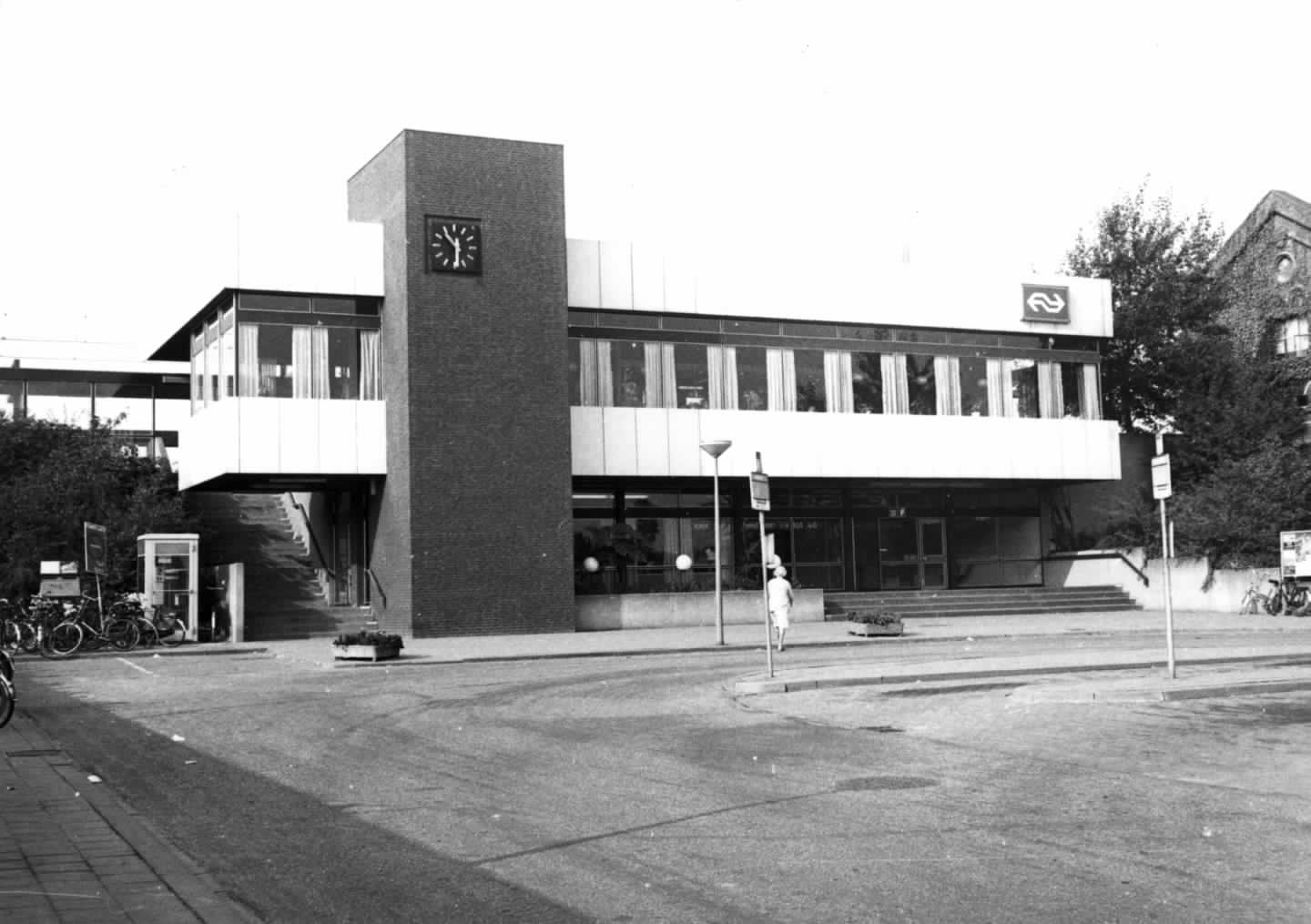
Station in de periode 1979-1981
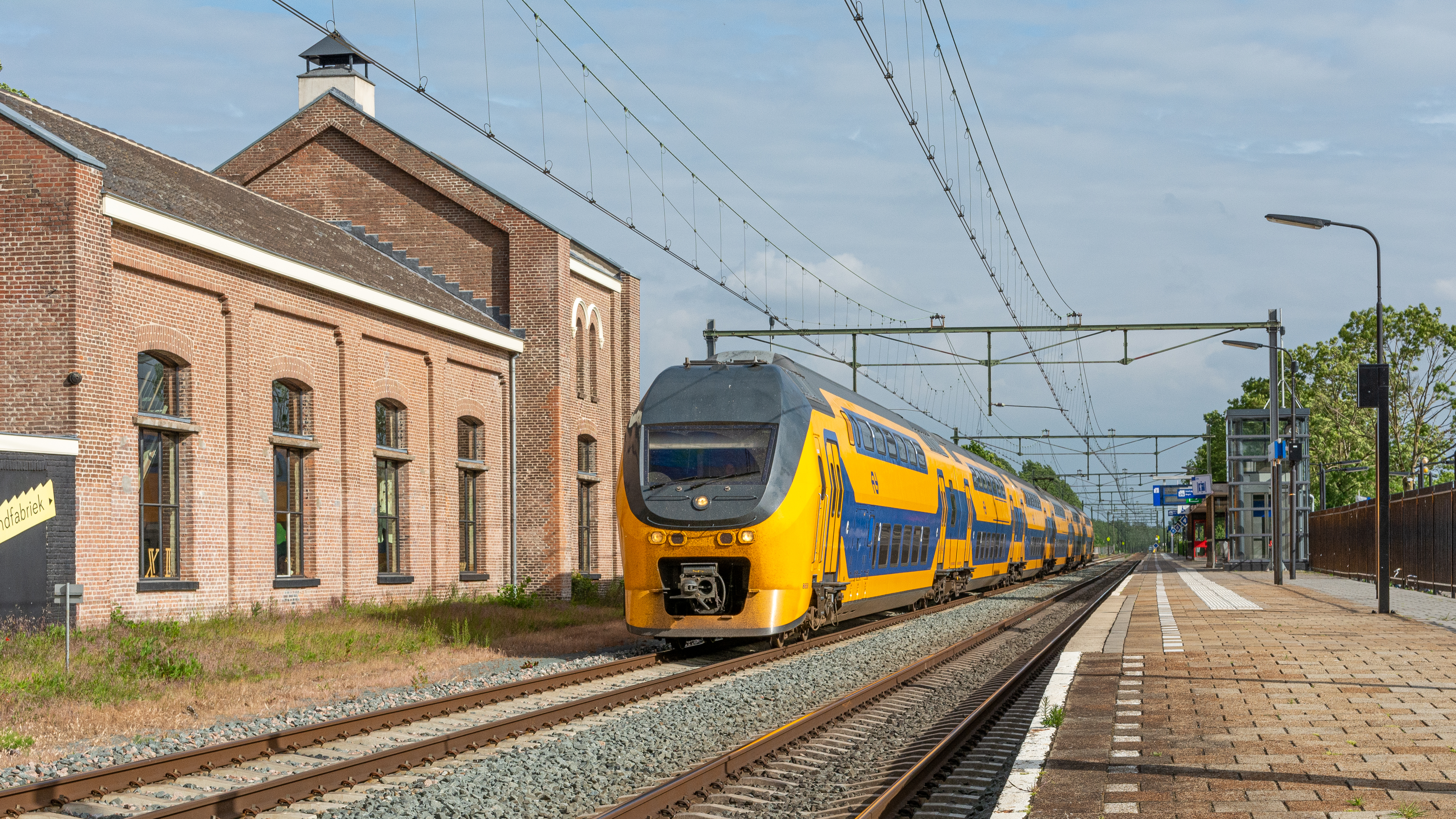
VIRM passeert het station
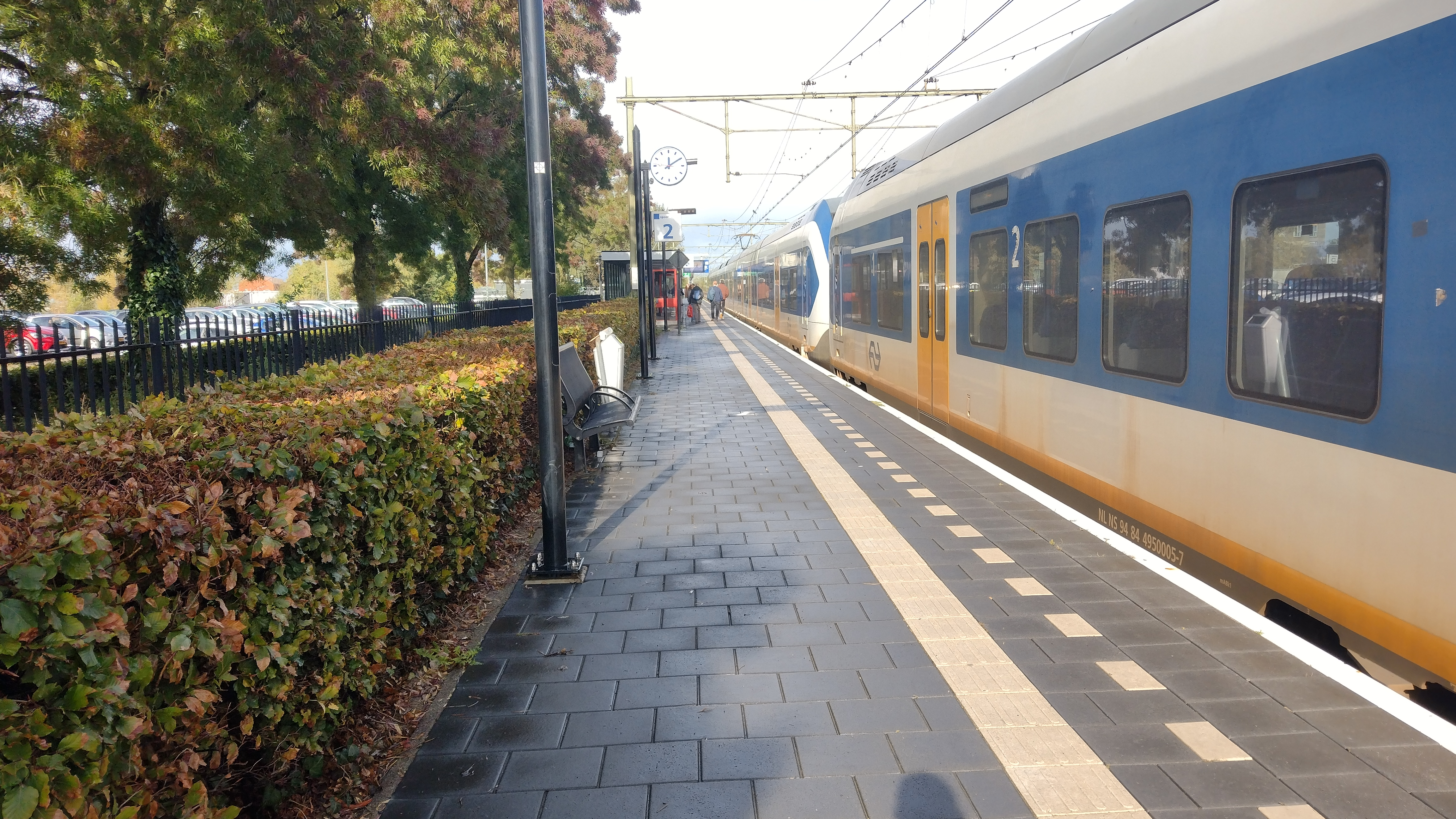
SLT op het station

0: Utrecht Centraal ·
1: Utrecht Staatsspoor ·
2: Utrecht Vaartsche Rijn ·
4: Utrecht Lunetten ·
8: Houten ·
10: Houten Castellum ·
12: Schalkwijk ·
18: Culemborg ·
Tricht ·
26: Geldermalsen ·
31: Waardenburg ·
35: Zaltbommel ·
41: Hedel ·
48: 's-Hertogenbosch ·
52: Vught ·
56: Esch ·
60: Boxtel
Huidige stations:
Aalten ·
Apeldoorn · 
-De Maten · 
-Osseveld ·
Arnhem:
-Centraal · 
-Presikhaaf · 
-Velperpoort · 
-Zuid ·
Barneveld:
-Centrum · 
-Noord ·
-Zuid ·
Beesd ·
Brummen ·
Culemborg ·
Didam ·
Dieren ·
Doetinchem · 
-De Huet · 
Duiven ·
Ede:
-Centrum ·
-Wageningen ·
Elst ·
Ermelo ·
Gaanderen · 
Geldermalsen ·
't Harde ·
Harderwijk ·
Hemmen-Dodewaard ·
Kesteren ·
Klarenbeek ·
Lichtenvoorde-Groenlo ·
Lochem ·
Lunteren ·
Nijkerk ·
Nijmegen · 
-Dukenburg · 
-Goffert · 
-Heyendaal · 
-Lent ·
Nunspeet · 
Oosterbeek ·
Opheusden ·
Putten ·
Rheden ·
Ruurlo ·
Terborg ·
Tiel · 
-Passewaaij ·
Twello · 
Varsseveld · 
Veenendaal-De Klomp · 
Velp · 
Voorst-Empe · 
Vorden · 
Wehl ·
Westervoort · 
Wezep · 
Wijchen ·
Winterswijk · 
-West · 
Wolfheze · 
Zaltbommel · 
Zetten-Andelst · 
Zevenaar · 
Zutphen
Voormalige stations: lijst van voormalige spoorwegstations in Gelderland